# Neobarrettia cremnobates
Neobarrettia cremnobates is een rechtvleugelig insect uit de familie sabelsprinkhanen (Tettigoniidae). De wetenschappelijke naam van deze soort is voor het eerst geldig gepubliceerd in 1965 door Cohn.